# Lâu đài Ostrý Kameň
Lâu đài Ostrý Kameň (tiếng Slovakia: Ostrý Kameň hrad) là tàn tích của một lâu đài thuộc địa phận làng Buková, vùng Trnava, Slovakia. Lâu đài tọa lạc trên đỉnh núi Zárub, đỉnh cao nhất của núi Little Carpathians, ở độ cao 576 mét so với mực nước biển.

## Lịch sử
Lâu đài Ostrý Kameň là một lâu đài biên giới được xây dựng vào thế kỷ 13, được nhắc đến lần đầu tiên trong các văn bản có niên đại vào năm 1273. Ngoài đảm nhiệm chức năng canh giữ biên giới phía tây của Hungary, lâu đài còn có nhiệm vụ đặc biệt là bảo vệ con đường thương mại dẫn từ Buda qua miền tây Slovakia để đến các vùng đất của Séc. Con đường này thường được gọi là Con đường Séc.
Ban đầu, lâu đài Ostrý Kameň là tài sản của hoàng gia. Vào năm 1366, nhà vua ban tặng lâu đài cho Mikuláš thành Seč. Sau đó, lâu đài lần lượt thuộc sở hữu của gia đình Kegelevič, gia đình Thurz, gia đình Forgáč, các bá tước xứ Svätý Jur và xứ Pezinok, gia đình Czoborovs, gia đình Bakič và gia đình Réva. Một trận chiến lớn diễn ra ở khu vực lân cận của lâu đài vào năm 1704 đã khiến lâu đài bị hư hại. Chủ sở hữu cuối cùng của khu bất động sản này là gia đình Pálfi. Họ sinh sống ở đây vào những năm cuối thế kỷ 18. Sau đó, lâu đài bị bỏ hoang, và ngày nay lâu đài chỉ còn lại các tàn tích đang được bảo tồn.